# Mláďátka
Jako Mláďátka či Neviňátka jsou označované děti, chlapci do dvou let věku, které podle Matoušova evangelia nechal v Betlémě zavraždit král Herodes Veliký po narození Ježíše. Matouš dává událost do souvislosti s Jeremjášovým proroctvím o Ráchelině pláči. V západní liturgické tradici připadá svátek Mláďátek na 28. prosince.
Řecká liturgie uvádí, že Herodes zabil 14 tisíc chlapců, syrská hovoří o 64 tisících, středověcí autoři o 144 tisících; tato čísla však mají symbolický, ne historický význam. Moderní autoři uvádějí mnohem nižší čísla (10–20). Vyvraždění malých dětí nezmiňuje Flavius Iosephus, ačkoli se věnuje mnoha ukrutnostem v posledních letech Herodovy vlády.
Církev uctívá tyto zabité děti jako mučedníky, neboť je považuje za první oběti pronásledování kvůli Ježíši Kristu. Západní církev začala tento svátek slavit ve 4. nebo 5. století, spolu se svátkem sv. Štěpána a sv. Jana se nachází v Leoniánském sakramentáři (kolem roku 485). Latinská církev svátek slaví 28. prosince, řecká 29. prosince, syrská a chaldejská 27. prosince – datum zde neoznačuje den úmrtí dětí, ale souvislost jejich zabití s vánočním cyklem.
Svatým Neviňátkům byly zasvěcovány i kostely, například v Paříži zaniklý kostel se hřbitovem, kde se podle něj jmenuje fontána, nebo v Praze Betlémská kaple.

## Odkazy

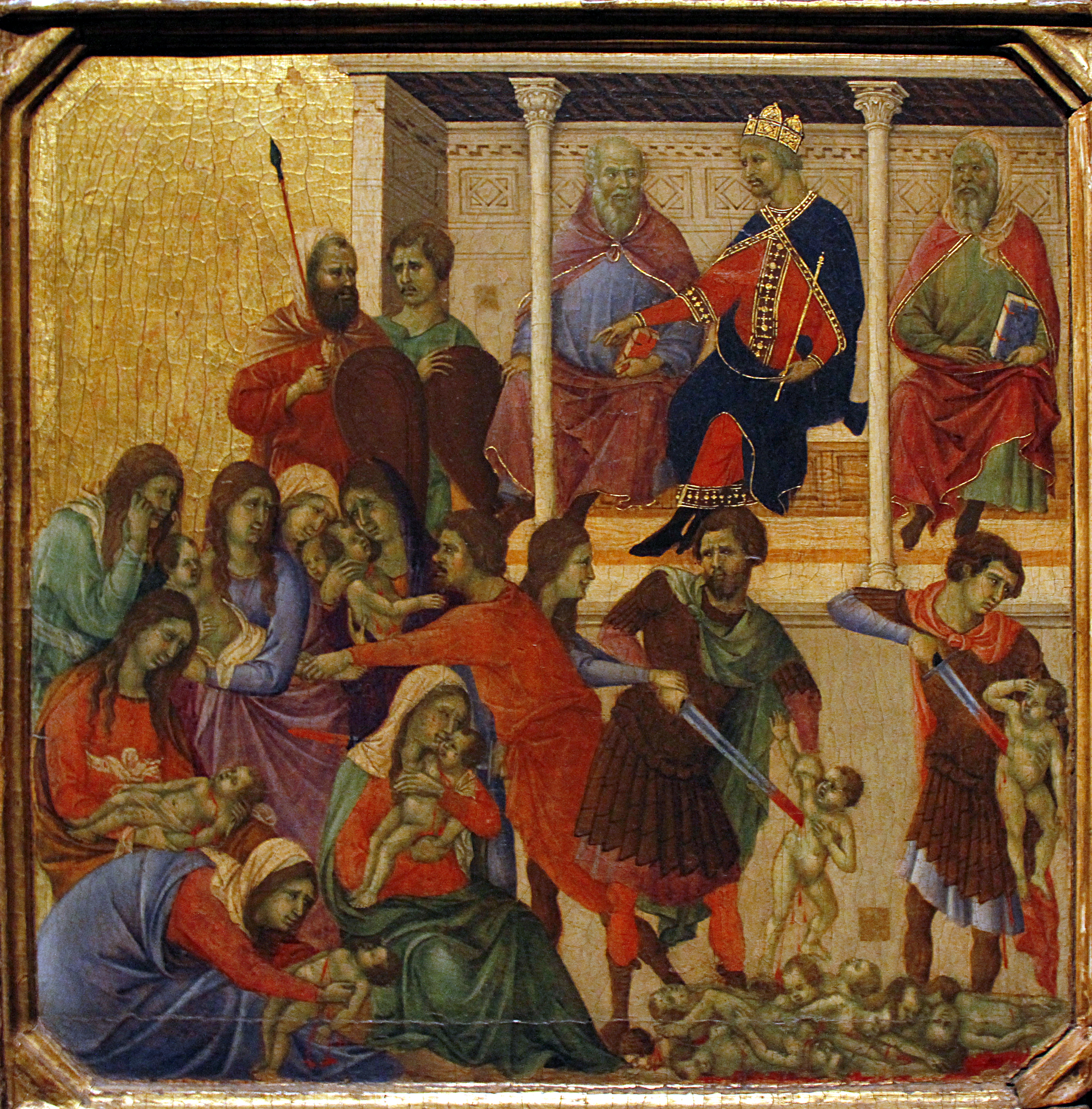
Zabíjení Mláďátek